# Shim Suk-hee
Shim Suk-hee (in hangŭl: 심석희;; Gangneung, 30 gennaio 1997) è una pattinatrice di short track sudcoreana, campionessa olimpica della staffetta a Soči 2014 e Pyeongchang 2018.

## Palmarès

### Olimpiadi
- 4 medaglie:
  - 2 ori (staffetta 3000 m a Soči 2014; staffetta 3000 m a Pyeongchang 2018);
  - 1 argento (1500 m a Soči 2014);
  - 1 bronzo (1000 m a Soči 2014).

### Mondiali
- 18 medaglie:
  - 9 ori (classifica generale, 1000 m, 1500 m e 3000 m a Montréal 2014; staffetta 3000 m a Mosca 2015; staffetta 3000 m a Seul 2016; 1000 m e staffetta 3000 m a Montréal 2018; staffetta 3000 m a Sofia 2019; staffetta 3000 m a Montréal 2022);
  - 5 argenti (1500 m a Debrecen 2013; 1500 m a Mosca 2015; classifica generale e 1500 m a Montréal 2018; staffetta 3000 m a Seul 2023);
  - 4 bronzi (classifica generale a Debrecen 2013; classifica generale a Mosca 2015; classifica generale e 1500 m a Rotterdam 2017).

### Olimpiadi giovanili
- 3 medaglie:
  - 2 ori (500 m, 1000 m a Innsbruck 2012);
  - 1 bronzo (staffetta mista a Innsbruck 2012).

### Mondiali juniores
- 5 medaglie:
  - 5 ori (500 m, 1000 m, 1500 m, staffetta 3000 m, classifica generale a Melbourne 2012).

### Coppa del Mondo
- Vincitrice della Coppa del Mondo dei 1500 m nel 2013, nel 2014 e nel 2017.
- Vincitrice della Coppa del Mondo dei 1000 m nel 2014 e nel 2015.
- Miglior piazzamento nella Coppa del Mondo dei 500 m: 5ª nel 2014.
- 69 podi (45 individuali, 24 a squadre):
  - 45 vittorie (29 individuali, 16 a squadre);
  - 14 secondi posti (7 individuali, 7 a squadre);
  - 10 terzi posti (9 individuali, 1 a squadre).